# Palác YMCA (České Budějovice)
Palác YMCA byl stavbou v Českých Budějovicích, která koncem první čtvrtiny dvacátého století stála v oblasti současného autobusového nádraží a Mercury centra. V budově sídlila a poskytovala služby budějovická pobočka organizace YMCA (Young Men’s Christian Association, česky Křesťanské sdružení mladých lidí).

## Podnět ke stavbě
YMCA v Českých Budějovicích začala působit v březnu 1919, kdy sdružení využívalo několik místností v Mariánských kasárnách, které byly k dispozici tamní vojenské posádce. Formální ustanovující schůze proběhla až 10. dubna 1920 a takto vzniklé sdružení přesunulo svoji činnost do hostince U Sarajeva na Rudolfovské třídě. Poté byla zahájena stavba rozměrné dřevěné budovy financovaná především z darů amerických Čechů.

## Palác
Rozsáhlá dřevostavba vznikla v místě někdejšího koňského trhu mezi současnou Dvořákovou ulicí, Žižkovou třídou a Nádražní třídou. Stavbu na pozemku pronajatém městem zahájila v roce 1919 vojenská správa. Rozestavěnou budovu koupila v roce 1920 YMCA a na vlastní náklady ji dokončila. Zahrnovala mnoho kluboven, přednáškový sál s loutkovým divadlem, herny se čtyřmi kulečníky, čítárnu, knihovnu, temnou komoru, kafetérii (propagovanou jako jedinou abstinentní restauraci ve městě) a sprchy. Největší sál o kapacitě až 600 osob byl využíván jako biograf pro 350 diváků, ve kterém se promítalo 2× týdně, a divadlo, které organizace mj. půjčovala městskému divadlu na zkoušky. V samostatné přístavbě se pořádaly jazykové kurzy, v létě byla k dispozici jako noclehárna. Mimo hlavní budovu se rozkládalo hřiště, v zimě upravované na kluziště. Dále se v budově nacházela kaple Církve československé husitské. Ta působila nejprve na zahradě Besedy, následně v tzv. Betlémské kapli (což byla přepažená polovina tělocvičny německého reálného gymnázia v současné Jeronýmově ulici), odkud se někdy po roce 1920 přesunula do paláce YMCA.
V paláci poskytla YMCA zdarma 697 noclehů a 3617 osob mohlo využít sprch. Denně bylo vydáváno 25 obědů za zvýhodněnou cenu. Z klubů (odborů) zde působily sportovní, těžkoatletický, tenisový, hudební, dva dramatické, fotografický, dámský, odbor střádalů (v roce 1923 uspořilo 82 členů 311 266 Kč), klub šachistů, volejbalová liga, sbor zachránců života,
bratrstvo zaměstnaných hochů, kroužek abstinenční, nekuřácký, anglický, francouzský, německý, biblický, sbor vůdců a sbor dobrovolných pracovníků. Autoškola YMCA působila po celém jihočeském regionu.

## Požár
23. prosince 1923 (v tomto roce sloužil palác 473 členům) došlo k rozsáhlému požáru, který stavbu zcela zničil. Škoda byla vyčíslena na více než 1 milion korun. Zachována zůstala jen přístavba, která po požáru fungovala jako kancelář a klubovna. Sdružení, které se ze ztráty finančně nevzpamatovalo a začalo upadat, se nejprve přestěhovalo na Sokolský ostrov, následně do domu Rudolfovská 40. Činnost postupně byla převedena pod jiné organizace a kluby, po roce 1933 už zůstala pouze I. Jihočeská autoškola YMCA. Církev československá husitská si v roce 1924 postavila vlastní kostel, Husův sbor. Uvažovalo se, že by v prostoru po požáru mohl vzniknout veletržní palác, ale nakonec byl od roku 1952 využit pro autobusovou dopravu s provizorní dřevěnou budovou autobusového nádraží.